# Sergey Goryachev
Sergey Vladimirovich Goryachev (em russo: Сергей Владимирович Горячев; 22 de outubro de 1970 – 12 de junho de 2023) foi um major-general russo que serviu como comandante da 201.ª base militar russa, no Tajiquistão, e como Chefe de Estado-Maior do 35.º Exército de Armas Combinadas da Rússia.

## Biografia
Sergei Goryachev nasceu em 22 de outubro de 1970, na cidade de Ozherelye, na Oblast de Moscou, na União Soviética. Em 1994, ele se formou na Escola Superior de Comando Aerotransportado de Riazã e se formou na Academia de Armas Combinadas das Forças Armadas da Federação Russa em 2008.
Originalmente comandante de um pelotão de reconhecimento, Goryachev posteriormente atuou como chefe assistente de reconhecimento de um regimento e mais tarde como vice comandante de uma companhia de reconhecimento, comandante de uma companhia de reconhecimento e comandante de um batalhão paraquedista. De 2011 a 2013, ele foi vice comandante de uma brigada separada de rifle motorizado do exército de armas combinadas do Distrito Militar Ocidental, um dos comandos operacionais da Rússia. Em março de 2013, foi nomeado chefe do Grupo Operacional das Forças Russas na Transnístria. Desde 14 de novembro de 2018, foi nomeado comandante da 201.ª Base Militar Russa, no Tajiquistão, concedendo medalhas departamentais aos operadores de tanque da base militar.
Em 2022, Goryachev foi substituído na 201.ª Base pelo Coronel Evgeny Kovylin e serviu na invasão da Ucrânia pela Rússia. Ao longo da invasão, Goryachev foi o comandante da 5.ª Brigada de Tanques Separada e foi promovido a Chefe do Estado-Maior do Exército. Uma postagem no serviço de mensagens Telegram relatou que Goryachev e vários outros oficiais de alta patente foram mortos em 12 de junho de 2023 em um ataque, supostamente por um míssil Storm Shadow lançado pelas Forças Armadas da Ucrânia contra posições das Forças Armadas Russas na região do Oblast de Zaporíjia, na Ucrânia. Ele tinha 52 anos.

## Honras
- Ordem de Coragem
- Ordem de Mérito Militar[16]
- Ordem por Mérito à Pátria[17]